# 1974 en science-fiction
| Années de la science-fiction : 1971 - 1972 - 1973 - 1974 - 1975 - 1976 - 1977    |
| Décennies de la science-fiction : 1940 - 1950 - 1960 - 1970 - 1980 - 1990 - 2000 |

L'année 1974 a été marquée, en matière de science-fiction, par les événements suivants.

## Naissances et décès

### Naissances
- 8 avril : Nnedi Okorafor, écrivain américaine.

### Décès
- Février : Stanley Mullen, écrivain et éditeur américain, mort à 62 ans.
- 13 octobre : Otto Binder, écrivain et scénariste de bande dessinée américain, mort à 63 ans.

## Événements
- Cessation de la parution du magazine If après son 175e numéro en décembre.
- Création du grand prix de l'Imaginaire.
- Création de la collection Les Chefs-d'œuvre de la science-fiction, qui disparaîtra deux ans après en 1976.

## Prix

### Prix Hugo
- Roman : Rendez-vous avec Rama (Rendezvous with Rama) par Arthur C. Clarke
- Roman court : Une fille branchée (The Girl Who Was Plugged In) par James Tiptree, Jr
- Nouvelle longue : L'Oiseau de mort (The Deathbird) par Harlan Ellison
- Nouvelle courte : Ceux qui partent d'Omelas (The Ones Who Walk Away from Omelas) par Ursula K. Le Guin
- Film ou série : Woody et les Robots, réalisé par Woody Allen
- Éditeur professionnel : Ben Bova
- Artiste professionnel : Frank Kelly Freas
- Magazine amateur : Algol (Andy Porter, éd.) et The Alien Critic (Richard E. Geis, éd.) (ex æquo)
- Écrivain amateur : Susan Wood
- Artiste amateur : Tim Kirk
- Prix Campbell : Spider Robinson et Lisa Tuttle (ex æquo)
- Prix spécial : Chesley Bonestell pour ses illustrations
- Prix Gandalf (grand maître) : J. R. R. Tolkien

### Prix Nebula
- Roman : Les Dépossédés (The Dispossessed) par Ursula K. Le Guin
- Roman court : Né avec les morts (Born with the Dead) par Robert Silverberg
- Nouvelle longue : Les Étoiles, si elles sont divines (If the Stars are Gods) par Gordon Eklund et Gregory Benford
- Nouvelle courte : À la veille de la Révolution (The Day Before the Revolution) par Ursula K. Le Guin
- Film : Woody et les Robots (Sleeper) par Woody Allen

### Prix Locus
- Roman : Rendez-vous avec Rama (Rendezvous with Rama) par Arthur C. Clarke
- Roman court : La Mort du Dr. Ile (The Death of Doctor Island) par Gene Wolfe
- Nouvelle : L'Oiseau de mort (The Deathbird) par Harlan Ellison
- Anthologie originale : Astounding par Harry Harrison, éd.
- Anthologie rééditée ou recueil de nouvelles : The Best Science Fiction of the Year #2 par Terry Carr, éd.
- Magazine : The Magazine of Fantasy & Science Fiction
- Magazine amateur : Locus
- Critique : Richard Geis
- Maison d'édition : Ballantine Books
- Artiste professionnel : Frank Kelly Freas
- Artiste amateur : Tim Kirk

### Prix British Science Fiction
- Roman : Le Monde inverti (Inverted World) par Christopher Priest

### Prix E. E. Smith Memorial
- Lauréat : Ben Bova

### Prix Seiun
- Roman japonais : Nippon chimbotsu par Sakyo Komatsu

### Prix Apollo
- Rêve de fer (The Iron Dream) par Norman Spinrad

### Grand prix de l'Imaginaire
- Roman francophone : Le Temps incertain par Michel Jeury
- Nouvelle francophone : Réhabilitation par Gérard Klein

## Parutions littéraires

### Romans
- The Holdfast Chronicles (en) par Suzy McKee Charnas.
- Les Dépossédés par Ursula K. Le Guin.
- L'Épée enchantée par Marion Zimmer Bradley.
- …Et les Martiens invitèrent les hommes par Philippe Ébly.
- La Guerre éternelle par Joe Haldeman.
- L'Homme à rebours par Philippe Curval.
- Le Monde inverti par Christopher Priest.
- Le Navire qui remontait le temps par Philippe Ébly.
- Né avec les morts par Robert Silverberg.
- Polymath par John Brunner.
- Les Singes du temps par Michel Jeury.
- La Toile de l'araignée par John Brunner.

### Recueils de nouvelles et anthologies
- The Best of A. E. van Vogt par A. E. van Vogt.
- Les Meilleurs Récits de Amazing Stories.
- Les Monstres par A. E. van Vogt.

### Nouvelles
- Chanson pour Lya, par George R. R. Martin.
- Le Dibbouk de Mazel Tov IV par Robert Silverberg.
- Étranger au paradis par Isaac Asimov.

## Sorties audiovisuelles

### Films
- Dark Star par John Carpenter.
- Flesh Gordon par Howard Ziehm et Michael Benveniste.
- France société anonyme par Alain Corneau.
- Frankenstein Junior par Mel Brooks.
- L'Île sur le toit du monde par Robert Stevenson.
- L'Homme terminal par Mike Hodges.
- Invasion from inner earth par Bill Rebane.
- Phase IV par Saul Bass.
- Zardoz par John Boorman.